# Henrik Rung
Henry Rung (Copenhaguen, 1807-1871) fou un compositor danès. Va ser mestre de cors de l'Òpera i director de la Societat Santa Cecília, entitat fundada per ell per l'estudi de la música religiosa antiga. Deixà gran nombre de melodies vocals que assoliren una envejable popularitat, i va compondre música per a l'escena de diversos drames. Era el pare del també músic Friedrich Rung.